# Gnathophis neocaledoniensis
Gnathophis neocaledoniensis är en fiskart som beskrevs av Emma S. Karmovskaya 2004. Gnathophis neocaledoniensis ingår i släktet Gnathophis och familjen havsålar. Inga underarter finns listade i Catalogue of Life.